# Kaká (ur. 1981)
Kaká, właśc. Claudiano Bezerra da Silva (ur. 16 maja 1981 w São José do Belmonte) – brazylijski piłkarz, od 2018 roku zawodnik klubu Anadia FC.